# Sultan Qaboes-moskee
De Sultan Qaboes-moskee, ook wel Grote Sultan Qaboes-moskee (Arabisch: جَامِع ٱلسُّلْطَان قَابُوْس ٱلْأَكْبَر, Jāmiʿ As-Sulṭān Qābūs Al-Akbar), is de grootste moskee in Oman. De moskee is gebouwd op een terrein van 416.000 m² en het gehele complex bedekt circa 40.000 m². De moskee werd ingehuldigd door sultan Qaboes van Oman op 4 mei 2001.

## Bouw
In 1992 besloot sultan Qaboes bin Said Al Said dat zijn land Oman een nationale moskee moest hebben. Een competitie voor het ontwerp hiervan begon in 1993, nadat er een geschikt bouwterrein was gekozen in Boshar. In 1995 werd het startsein gegeven voor de bouw hiervan. Het bouwwerk, dat onder leiding stond van Carillion Alawi LLC, werd in zes jaar en 4 maanden voltooid.
De moskee is gebouwd uit 300.000 ton Indische zandsteen. De grootste gebedsruimte is vierkant van vorm en is 74,4 bij 74,4 meter. De centrale koepel is vijftig meter hoog. De koepel, de grootste minaret van 90 meter hoog en 4 flankerende minaretten van elk 45.5 meter hoog, zijn de visuele hoofdkenmerken van de moskee. De grootste gebedsruimte biedt plaats aan 6500 moskeegangers en de gebedsruimte voor vrouwen is geschikt voor 750 personen. De verharde buitenplaats is goed voor 8000 personen en er is extra ruimte beschikbaar op de binnenplaats en de doorgangen. Dit totale capaciteit van de moskee komt hierop op 20.000 moskeegangers.

## Handgeweven tapijt en kroonluchter
Een belangrijk kenmerk van het ontwerp van het interieur is het tapijt welke de gehele gebedsruimte bedekt. Het bevat 1.700.000 knopen, weegt 21 ton en was vier jaar in productie. Het brengt de klassieke en traditionele tabriz-, kashan- en isfahanontwerpen bij elkaar. Er zijn 28 verschillende kleurtinten gebruikt, merendeels verkregen uit traditionele plantaardige kleurstoffen. Het is het op een na grootste tapijt ter wereld.
Dit handgeweven tapijt is geproduceerd door Iran Carpet Company (ICC) op bestelling van de diwan van het koninklijk hof van het sultanaat van Oman met als doel de hele vloer van de grootste gebedsruimte van de moskee in Muscat te bedekken. Het tapijt bestaat uit één stuk en heeft een afmeting van 70 bij 60 meter en bedekt daarmee 4343 m² van de gebedsruimte.
De grootste kroonluchter in de gebedsruimte hangt onder de centrale koepel en is gemaakt van swarovskikristal en gouden metaalplaatwerk. De 14 meter hoge kroonluchter bevat 1.122 lampen en weegt acht ton.